# Pelé
För andra betydelser, se Pelé (olika betydelser).
Pelé, egentligen Edson Arantes do Nascimento (portugisiskt uttal: [ˈɛtsõ (w)ɐˈɾɐ̃tʃiz du nɐsiˈmẽtu]), född 23 oktober 1940 i Três Corações i Minas Gerais, död 29 december 2022 i São Paulo, var en brasiliansk fotbollsspelare. Han spelade i Brasiliens landslag 1957–1971 och bidrog starkt till att laget vann VM-guld 1958, 1962 och 1970. Pelé anses allmänt som en av världens bästa fotbollsspelare genom tiderna och är en av världens mest kända idrottsmän. År 2000 röstades Pelé till Århundradets spelare av International Federation of Football History & Statistics (IFFHS), och var en av de två gemensamma vinnarna av FIFA Århundradets spelare. Hans 1 279 mål på 1 363 matcher, inklusive vänskapsmatcher, är erkänt som ett Guinness världsrekord.
Pelé började spela för Santos vid 15 års ålder och Brasiliens landslag vid 16. Under sin internationella karriär vann han tre världsmästerskap i fotboll: 1958, 1962 och 1970 och är hittills den enda fotbollsspelaren att göra detta. Han fick smeknamnet O Rei (Kungen) efter världsmästerskapet 1958. Pelé är den gemensamma bästa målskytten för Brasilien med 77 mål på 92 matcher. På klubbnivå är han Santos bästa målskytt genom tiderna med 643 mål på 659 matcher. Under de gyllene åren för Santos ledde han klubben till Copa Libertadores 1962 och 1963, och till Interkontinentala cupen 1962 och 1963. Under sina speldagar var Pelé under en period den högst betalda idrottaren i världen. Efter att ha gått i pension 1977 var Pelé en världsomspännande ambassadör för fotboll och gjorde många skådespeleri och kommersiella satsningar. 2010 utsågs han till hederspresident för New York Cosmos.

## Biografi

### Uppväxt
Pelé föddes i Três Corações men växte till största del upp i Bauru under fattiga förhållanden. Han var son till João Ramos do Nascimento (1917—1996) och Celeste Arantes (född 1922), och uppkallad efter Thomas Edison. Ett stavfel i födelseattesten gjorde att hans första namn blev Edson. Fadern, kallad Dondinho, var fotbollsspelare och spelade för Atletico Três Corações när Pelé föddes, och sedermera i Fluminense och Bauru Atlético Clube. Pelé arbetade under uppväxten extra i en butik som sålde té för att utöka familjens ekonomi.
Pelés talang som gatufotbollsspelare upptäcktes av den senare landslagsspelaren Waldemar de Brito som skickade honom till Santos FC.

### En prisad målskytt
Redand under första säsongen blev Pelé bästa målskydd i ligan med 36 mål i 29 matcher.
Pelé har genom åren fått åtskilliga priser som utsett honom till världens genom tiderna bästa fotbollsspelare. Hans främsta kännetecken var hans förmåga att göra mål. Enligt RSSSF statistik gjorde Pelé 767 mål på 831 officiella matcher under karriären, och 1284 mål på 1375 matcher (i genomsnitt 0,9338 mål per match) när träningsmatcher och några matcher för det brasilianska armélaget är inräknade. I landslaget gjorde han 77 mål på 92 matcher. Sitt tusende mål gjorde Pelé i sin 909:e match år 1969 på straff för Santos FC. Ett foto från målet blev ett brasilianskt frimärke. Hans mest framgångsrika år i fråga om målproduktion var 1959 då han sammanlagt gjorde 126 mål. Pelé var också mycket snabb och kunde enligt uppgift springa 100 meter på 11 sekunder.
Pelé var emellertid mycket mer än en fruktad målskytt, han behärskade nästan alla fotbollens moment. Tekniken och spelförståelsen var enastående, han sköt bra med båda fötterna och var en utmärkt frisparksskytt och lysande passningsspelare. Trots att han inte var särskilt lång var han också en mycket bra huvudspelare. Någon enighet om vem som är den bästa fotbollsspelaren genom tiderna lär aldrig nås men de flesta experter är överens om att ingen annan spelare har varit så komplett som Pelé.

### Proffsdebut och VM-succé

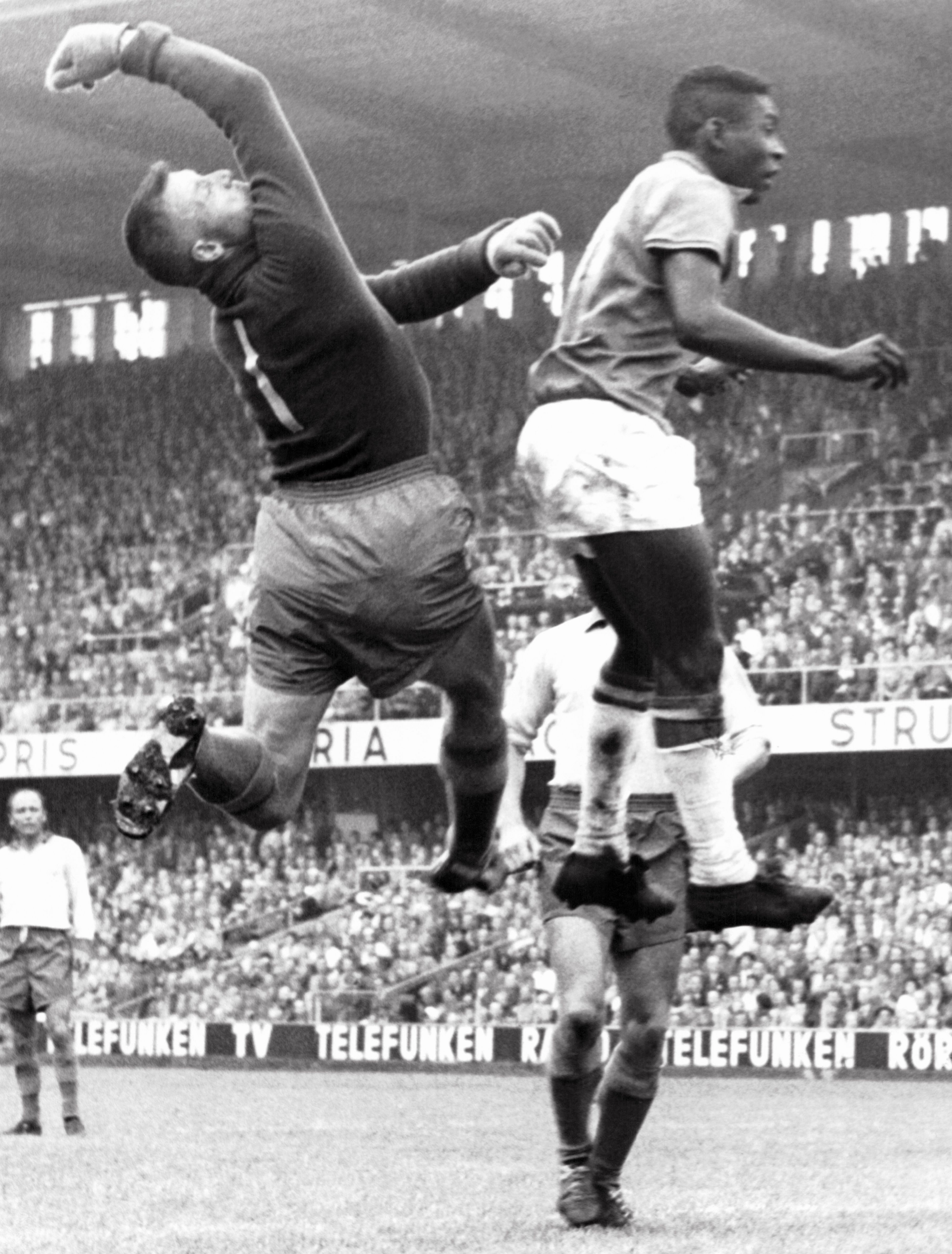
Pelé i duell med Kalle Svensson under VM 1958 i Sverige

Pelé debuterade som proffs 1956, debuterade för landslaget vid Copa Roca 1957 och slog igenom internationellt när han blott 17 år gammal gjorde stor succé i Världsmästerskapet i fotboll 1958 i Sverige. Brasilien vann samtidigt sitt första VM-guld efter finalseger över Sverige med 5-2 i en match där Pelé gjorde 2 mål. Dessförinnan hade han gjort tre mål (och en målgivande passning) i semifinalen mot Frankrike och ett mål mot Wales i kvartsfinalen. Ironiskt nog var det nära att förbundskapten Feola inte ens tagit ut honom till VM-truppen. Han ansågs (liksom Garrincha) på gränsen, och kanske inte tillräckligt mogen i sitt spel.

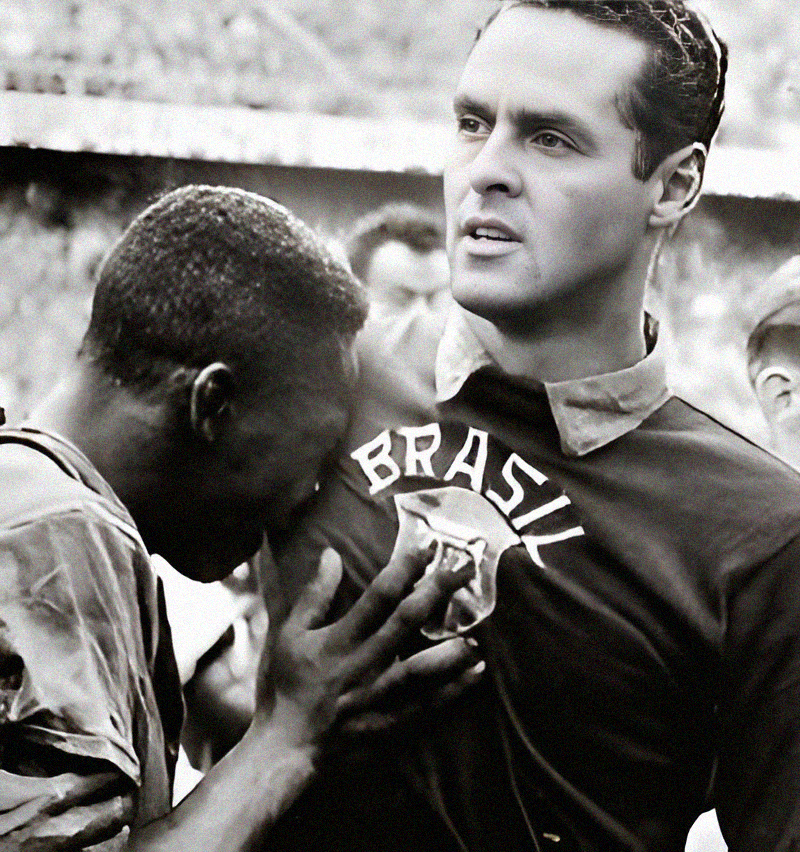
Pelé gråter ut hos målvakten Gilmar efter att VM-guldet 1958 i Sverige säkrats

Den lovande ynglingen blev snabbt en av sportens absolut största stjärnor och från början av 1960-talet ansågs han allmänt vara världens bäste fotbollsspelare. I stort sett alla Europas storklubbar ville nu köpa honom, men han förblev trots alla locktoner kvar i sitt Santos. År 1960 var det dock nära att Real Madrid, som då hade det kanske bästa klubblaget som någonsin funnits, hade köpt Pelé. Men då Santos fans protesterade högljutt och hela brasilianska folket var emot en försäljning rann det hela ut i sanden och nationalsymbolen Pelé förblev därefter Santos trogen ända till 1974.
Santos FC gjorde däremot flera gästspel i utlandet.

### Skadad – men nytt VM-guld
Under Världsmästerskapet i fotboll 1962 skadades Pelé tidigt och många trodde att det skulle spoliera lagets chanser att försvara guldet. Ersättaren Amarildo visade sig dock axla manteln väl samtidigt som bolltrollaren och högeryttern Garrincha var i sitt livs form: VM-guldet hamnade åter i Brasilien.

### Misslyckat VM, men snabb revansch
Pelé blev även skadad tidigt i VM 1966 samtidigt som hela laget misslyckades och överraskande åkte ut redan i gruppspelet. En bidragande faktor var med stor sannolikhet den politiska situationen i Brasilien. Pelés besvikelse yttrade sig i ett uttalande om att det nu var färdigspelat för hans del i landslaget - något han dock senare tog tillbaka. För i VM 1970 presterade Pelé sin kanske allra bästa fotboll i landslaget. Tillsammans med lagets flera andra storstjärnor såsom som Jairzinho, Roberto Rivelino, Tostao och Carlos Alberto Torres gick man rakt genom turneringen och stod åter som världsmästare. I finalen besegrades Italien med 4-1 där Pelé gjorde ett mål och spelade fram till två. Efter denna uppvisning var det dock definitivt slutspelat i landslaget för "svarta pärlan" - ännu inte fyllda trettio år.

### I klubblaget
Även på klubbnivå hade Pelé stora framgångar och vann med sitt Santos i stort sett allt som går att vinna med ett klubblag, detta inkluderat ett flertal titlar i Copa Libertadores (Sydamerikas motsvarighet till Champions League). Åren 1956–74 spelade han i klubben då han officiellt avslutade sin karriär. Året efter gjorde han dock en bejublad comeback och avrundade karriären med spel i New York Cosmos i den amerikanska proffsligan NASL. Säsongen 1977, som skulle bli hans sista, var han klubbkamrat med en annan av fotbollens största stjärnor - Franz Beckenbauer.

## Personligt liv

### Relationer och barn

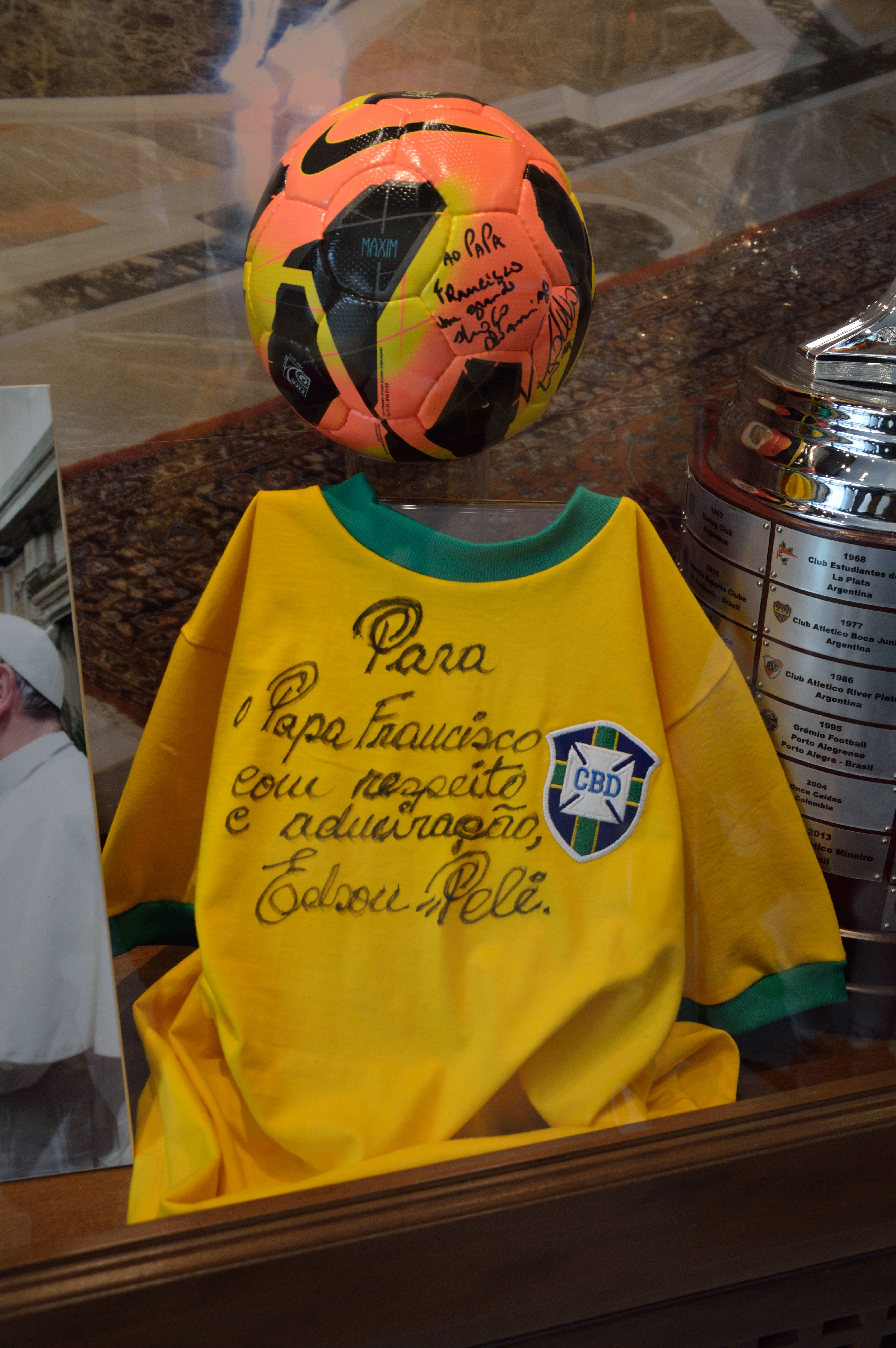
En signerad tröja skänkt av Pelé till påven Franciskus.

Pelé har gift sig tre gånger och fått flera barn med flera kvinnor utanför sina äktenskap.
Den 21 februari 1966 gifte sig Pelé med Rosemeri dos Reis Cholbi. De hade två döttrar och en son: Kelly Cristina (född 13 januari 1967), som gifte sig med doktor Arthur DeLuca, Jennifer (f. 1978), och deras son Edson ("Edinho", f. 27 augusti 1970). Paret skilde sig 1982. I maj 2014 fängslades Edinho i 33 år för att ha tvättat pengar från narkotikahandel. Efter överklagande sänktes straffet till 12 år och 10 månader.
Från 1981 till 1986 var Pelé romantiskt kopplad till TV-presentatören Xuxa, som var inflytelserik när hon inledde sin karriär. Hon var 17 när de inledde en relation tillsammans. I april 1994 gifte sig Pelé med psykologen och gospelsångaren Assíria Lemos Seixas, som födde tvillingarna Joshua och Celeste den 28 september 1996 genom fertilitetsbehandlingar. Paret skilde sig 2008.
Pelé hade minst två barn med kvinnor utanför sina äktenskap. Sandra Machado, som föddes 1964 av ett hembiträde, Anizia Machado, som kämpade i flera år för att Pelé skulle erkänna att han var fadern till hennes barn. Pelé gav sig slutligen efter att ett domstolsbeordrat DNA-test visade att hon var hans dotter; Machado dog i cancer 2006. Pelé hade också en annan dotter, Flávia Kurtz, i en utomäktenskaplig affär 1968 med journalisten Lenita Kurtz.
Vid 73 års ålder tillkännagav Pelé sin avsikt att gifta sig med 41-åriga Marcia Aoki, en japansk-brasiliansk importör av medicinsk utrustning från Penápolis, São Paulo, som han hade träffat från 2010. De träffades första gången i mitten av 1980-talet i New York, innan de träffades igen 2008. De gifte sig i juli 2016.

### Politik

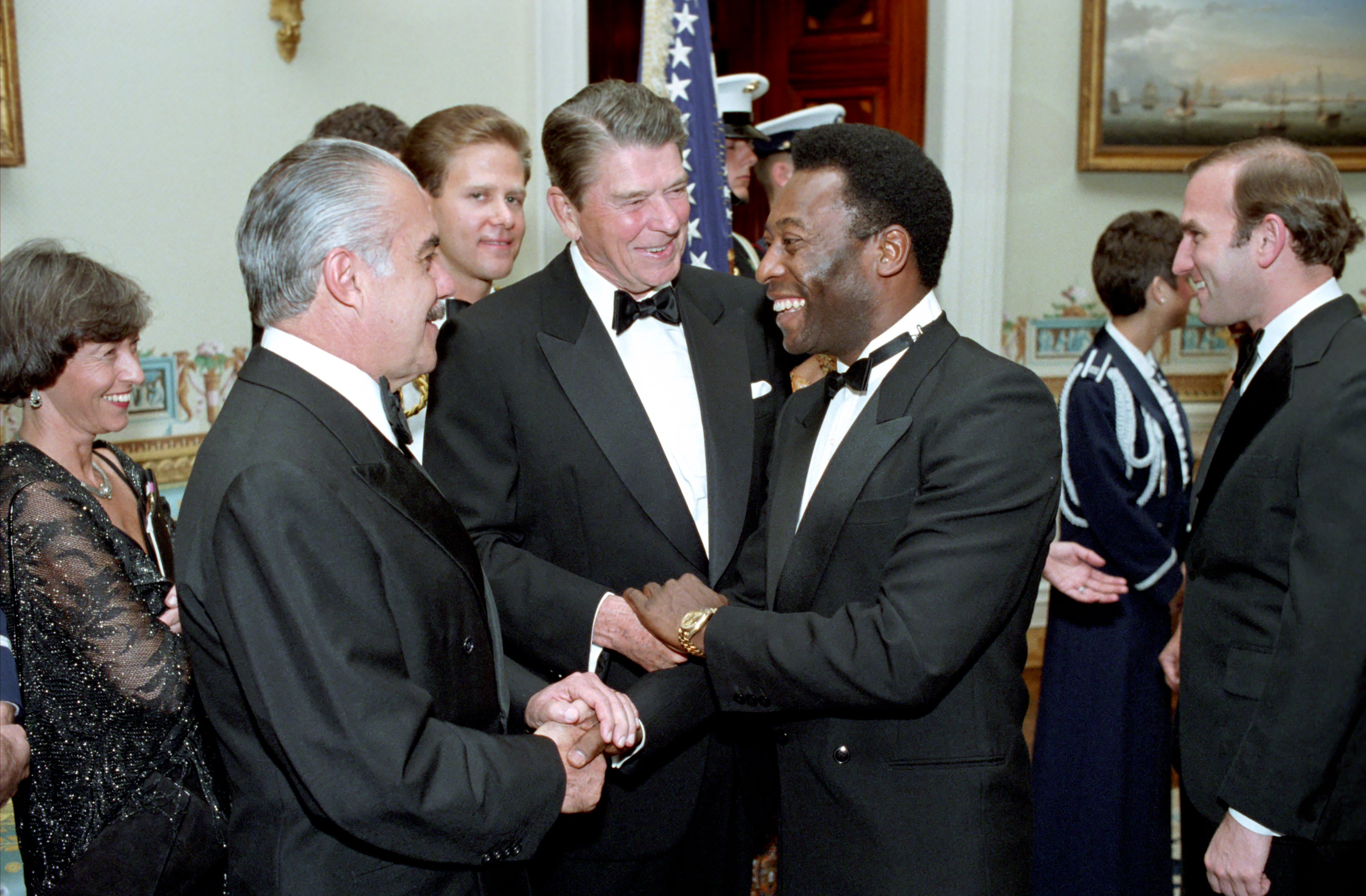
Pelé i Vita huset den 10 september 1986 tillsammans med USA:s president Ronald Reagan och Brasiliens president José Sarney

I juni 2013 kritiserades han i den allmänna opinionen för sina konservativa åsikter. Under protesterna i Brasilien 2013 bad Pelé folk att "glömma demonstrationerna" och stödja Brasiliens landslag.
Den 1 juni 2022 publicerade Pelé ett öppet brev till Rysslands president Vladimir Putin på sitt Instagramkonto, där han vädjade offentligt om att stoppa den "onda" och "omotiverade" ryska invasionen av Ukraina.

### Pronomen
Pelé hänvisade ofta till sig själv i tredje person.

### Religion
Pelé var en praktiserande katolik och donerade en signerad tröja till påve Franciskus. Hans tröja, tillsammans med en signerad tröja från Ronaldo, ligger i ett av vatikanmuseerna.

### Hälsa
1977 rapporterade brasilianska medier att Pelé hade opererat bort sin högra njure. I november 2012 genomgick Pelé en framgångsrik höftoperation. År 2014 lades han in på sjukhus med urinvägsinfektion. I december 2017 dök Pelé upp i rullstol vid utlottningen av VM 2018 i Moskva där han syntes på en bild tillsammans med Rysslands president Vladimir Putin och Diego Maradona. En månad senare föll han ihop av utmattning och fördes till sjukhus. År 2019, efter en sjukhusvistelse på grund av en urinvägsinfektion, genomgick Pelé en operation för att ta bort njursten. I februari 2020 rapporterade hans son Edinho att Pelé inte kunde gå självständigt och var ovillig att lämna sin hem, vilket tillskrev hans tillstånd till bristande rehabilitering efter sin höftoperation.

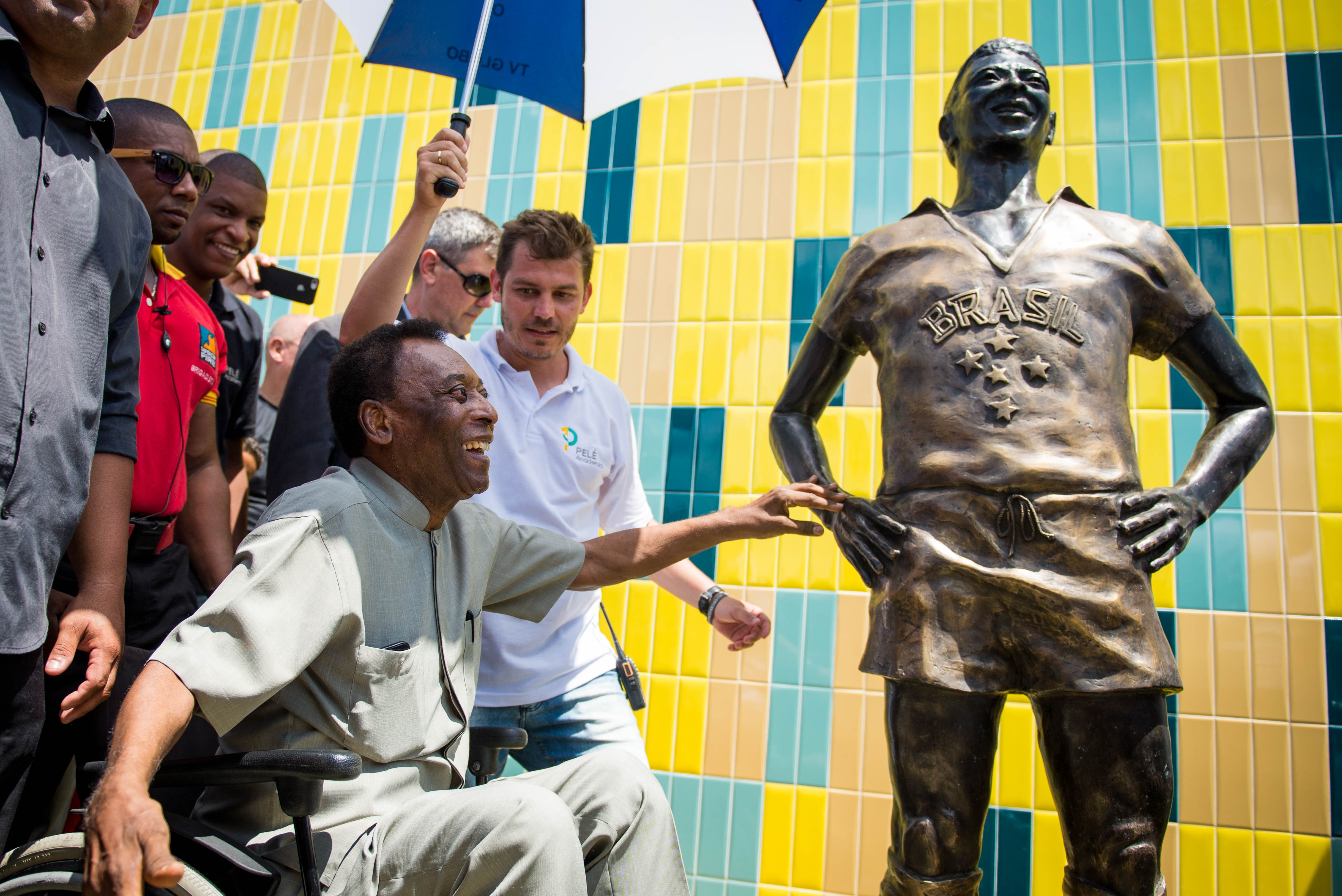
Pelé i en rullstol vid avtäckningen av sin staty i Rio de Janeiro 2018

I september 2021 opererade Pelé bort en tumör på höger sida av tjocktarmen. Även om hans äldsta dotter Kely uppgav att han "mådde bra", rapporterades han ha förflyttats till intensivvården några dagar senare, innan han slutligen skrevs ut den 30 september 2021 för att påbörja behandling med kemoterapi. I november 2022 rapporterade ESPN Brasil att Pelé hade förts till sjukhus med "allmän svullnad", tillsammans med hjärtproblem och oro för att hans behandling med kemoterapi inte fungerade; hans dotter Kely uppgav att det inte fanns någon "nödsituation". I december 2022, uppgav sjukhuset där Pelé behandlades (Albert Einstein Israelite Hospital), att hans tumör hade avancerat och att han behövde "omfattande vård relaterad till njur- och hjärtsvikt".

### Död

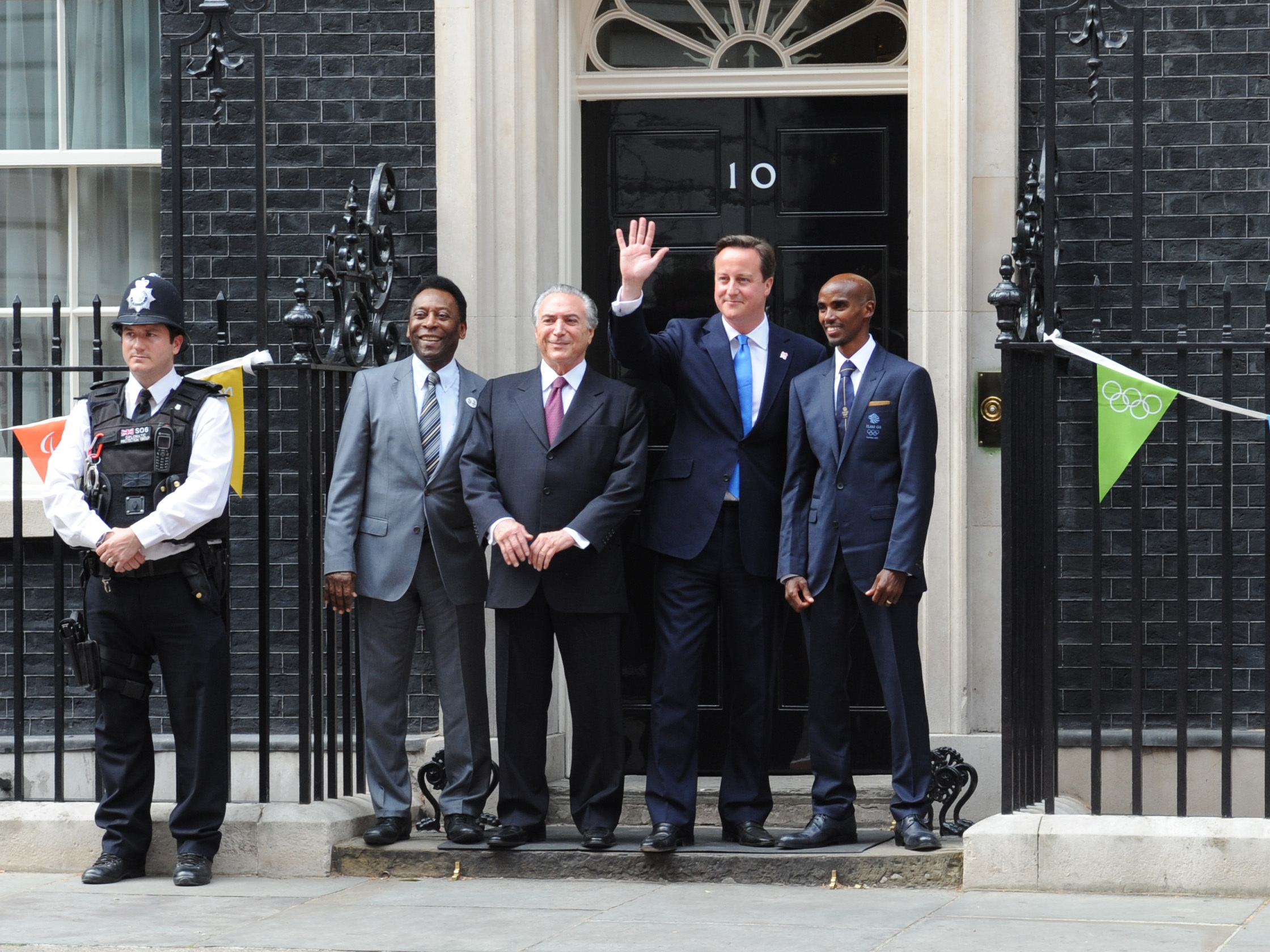
Pelé (vänster) utanför 10 Downing Street i London vid ett hungertoppmöte arrangerat av Storbritanniens premiärminister David Cameron

Den 29 december 2022 avled Pelé, 82 år gammal, på Albert Einstein-sjukhuset i São Paulo, Brasilien,  i närvaro av sin familj. Hans agent Joe Fraga bekräftade hans död. Pelé hade genomgått behandling för tjocktarmscancer sedan 2021 och hade varit inlagd på sjukhus den senaste månaden med flera åkommor. Pelé överlevdes av sin 100-åriga mor Celeste.

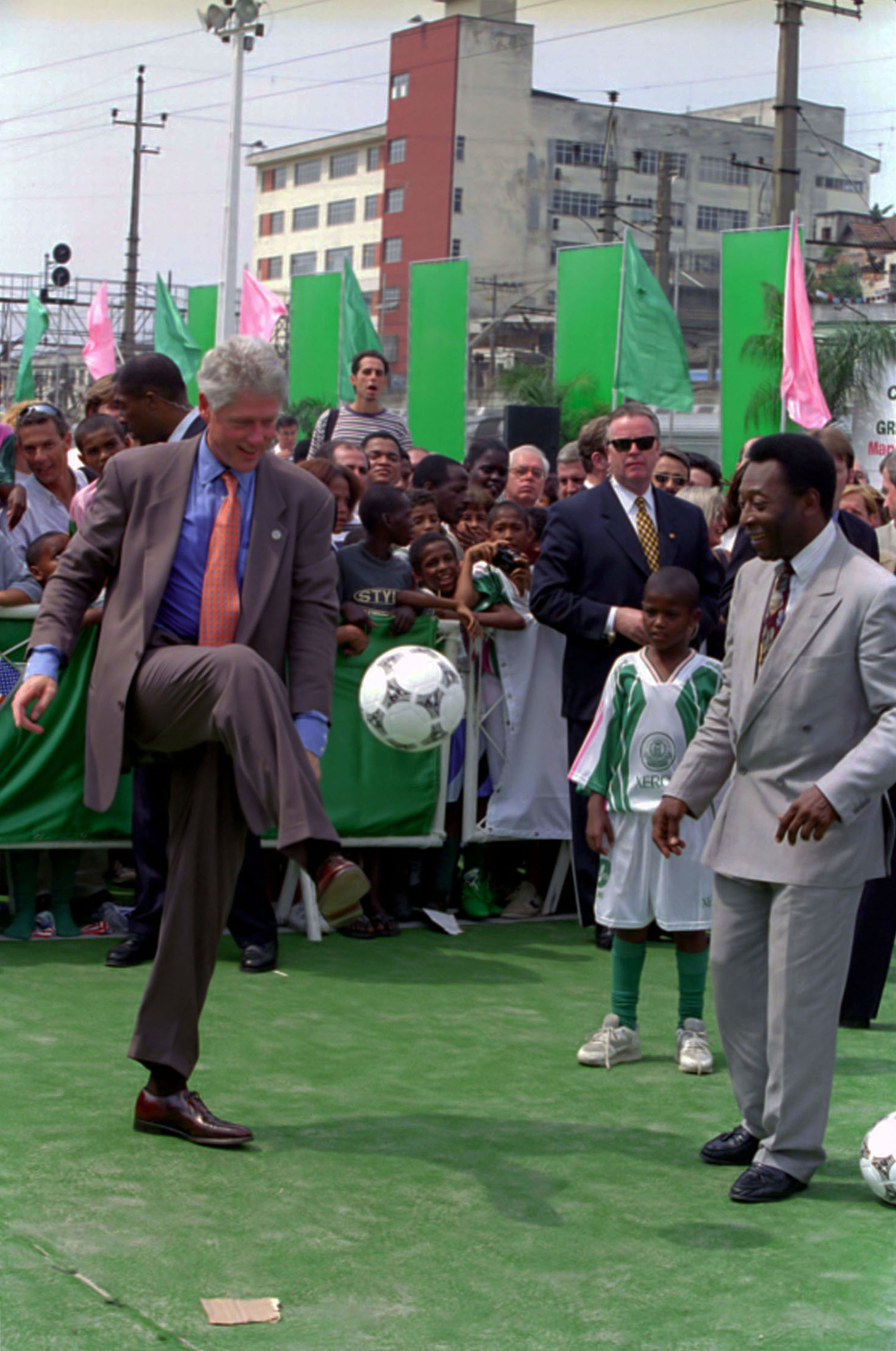
Pelé med USA:s president Bill Clinton 1997

## Artistnamnet Pelé
I Brasilien är det vanligt att personer får flera olika smeknamn,och för fotbollsspelare är det vanligt att dessa används som artistnamn och genomgående står på lagtröjan och i laguppställningar. Pelé gillade sitt förnamn Edson, som var taget från den amerikanska uppfinnaren och affärsmannen Thomas Edison, och hade gärna behållit det. Hans far tog honom med till fotbollsmatcher där han beundrade Vasco Da Gamas fotbollsmålvakt Bilé. Bilé hade fått sitt namn efter en ramsa som lästes för honom av en klok gubbe eftersom han började tala sent. Den unge Pelé berättade att han ville bli fotbollsmålvakt precis som "Pilé”. I samband med det flyttade familjen och med en annan dialekt tyckte de andra barnen att han sa "Pelé" och de började kalla honom det. Han visade tydligt att han inte uppskattade sitt smeknamn och menar att det är en av anledningarna till de andra barnen fortsatte att använda det.

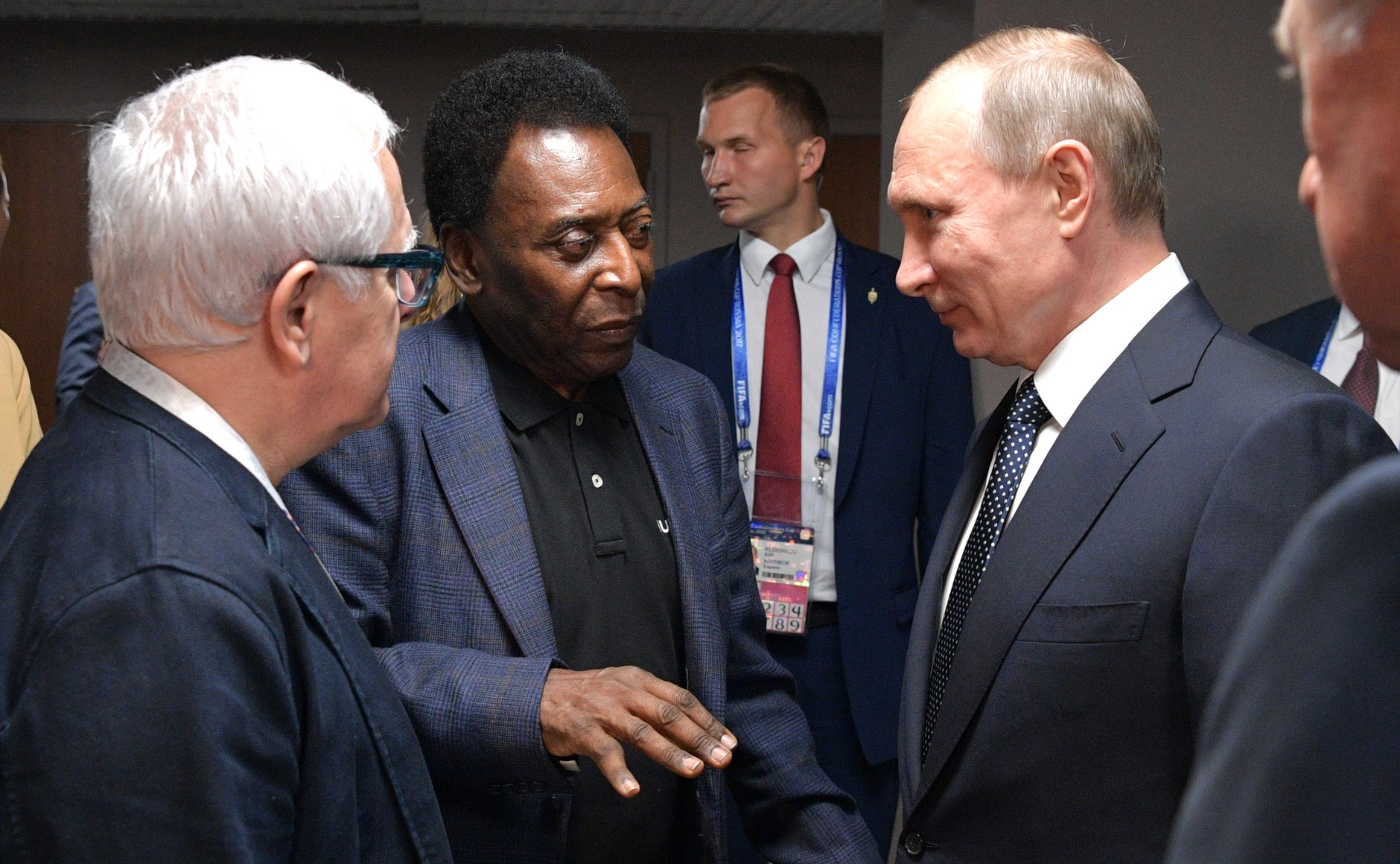
Pelé med Vladimir Putin vid invigningen av Confederations Cup 2017 i Sankt Petersburg, Ryssland

## Meriter

### I klubblag
Santos FC
- Copa Libertadores: 1962, 1963
- Seger i Campeonato Paulista (en av Brasiliens alla regionala mästerskapsserier): 1958, 1960, 1961, 1962, 1964, 1965, 1967, 1968, 1969, 1973
- Seger i Taça Brasil (motsvarade i status dagens enade brasilianska liga): 1961, 1962, 1963, 1964, 1965 [43]
- Seger i Torneio Roberto Gomes Pedrosa (tog efter Taça Brasil över som den viktigaste turneringen i landet, spelades 1968-1971): 1968
- Seger i Torneio Rio-São Paulo: 1959, 1963, 1964, 1966[43]
- Interkontinentala cupen: 1962, 1963
- Interkontinentala supercupen (efter vinst i Recopa Sudamericana 1968): 1968/1969

Not: Brasilien fick inte, på grund av svåra territoriella förhållanden, förrän 1971 en samlad, nationell liga. Därav de något svårdefinierade graderna på statusen av serier, cuper och turneringar innan dess.
 New York Cosmos
- North American Soccer League: 1977

### I landslag
Brasilien
- Roca Cup: 1957, 1963
- VM: 1958, 1962, 1970

### Individuellt
- Santos FC
  - Copa Libertadores, skyttekung (1): 1965
  - Campeonato Paulista, skyttekung (11): 1957, 1958, 1959, 1960, 1961, 1962, 1963, 1964, 1965, 1969, 1973.

- Brasilien
  - Copa América, skyttekung (1): 1959[44]

- FIFAs Bästa unga spelare i VM: (1) 1958 [45]

- FIFA:s Silverskon i VM (näst bäste målskytt): 1958 [45]

- FIFA:s Silverbollen i VM (näst bäste spelare): 1958 [45]
- Heders-Ballon d'Or 2014

- FIFA:s Guldbollen i VM (bäste spelare): 1970

- Sydamerikas bästa spelare: 1973[46]

- Invald i American National Soccer Hall of Fame, 1992.[47]

- Med på Time Magazine:s lista över En av 1900-talets mest betydelsefulla personer, 1999 [48]

- Laureus World Sports Utmärkelse "Lifetime Achievement Award", utdelad av Sydafrikas president Nelson Mandela, 2000

- BBC Sports Årets Sportpersonlighet utomlands, 1970

- BBC Sports Årets Sportpersonlighet, "För ett helt livs gärningar", 2005

- Knight Commander of the British Empire, 1997 [49][ej i angiven källa]

- 1989 gav Nordkorea ut ett frimärke föreställande Pelé.[50]

- Århundradets bästa spelare i Sydamerika, utsedd av IFFHS (FIFA:s avdelning för historisk statistik), 1999

- Århundradets Fotbollsspelare, Unicef:s val, 1999

- Århundradets Fotbollsspelare, framröstad av France Football:s alla vinnare av Guldbollen (Årets spelare i världen), 1999[3]

- Århundradets Fotbollsspelare, utsedd av IFFHS (FIFA:s avdelning för historisk statistik), 1999

- Århundradets Idrottsman, utsedd av Reuters News Agency, 1999

- Århundradets Idrottsman, utsedd av journalister jorden runt, omröstning i franska tidningen L'Équipe 1981

- Århundradets Idrottsman, utsedd av IOK[51]

- Århundradets Fotbollsspelare, utsedd av FIFA år 2000

I december år 2000, utsågs både Pelé och Diego Maradona av FIFA till Århundradets Fotbollsspelare. Ursprungligen var detta tänkt att avgöras i en internetomröstning, men då kontrollanter menade att Maradona möjligen gynnades av en sådan typ av omröstning gjordes förfarandet om. Man anade att fler "internetvana", de flesta unga, skulle ha sett Maradona spela, men inte Pelé, och därmed skulle rösta på den tidigare. FIFA utsåg sedan en kommitté: "Family of Football", medlemmar i FIFA, som skulle utse vinnaren. Man valde Pelé. Men då Maradona höll på att vinna internetomröstningen bestämdes det att de båda skulle utses till "Århundradets fotbollsspelare".
- En övervägande del av media och expertomröstningar rankar Pelé som den bäste fotbollsspelaren genom alla tider.[54]

## Källhänvisningar
Den här artikeln är helt eller delvis baserad på material från engelskspråkiga Wikipedia, Pelé, 30 oktober 2014.